# Comisión Jefe para el enjuiciamiento de los delitos contra la nación polaca
Comisión Jefe para el enjuiciamiento de los delitos contra la nación polaca (en polaco: Główna Komisja Ścigania Zbrodni przeciwko Narodowi Polskiemu) es una agencia gubernamental creada en 1945 en Polonia. Tiene la tarea de investigar atrocidades alemanas y (desde 1991) crímenes comunistas. En 1999 se transformó en la unidad organizativa principal del departamento de investigación del Instituto de la Memoria Nacional.

## Nombrar
La comisión fue creada después de la Segunda Guerra Mundial para investigar los crímenes nazis contra la nación polaca. Tras la caída del comunismo en Polonia y la revisión de su misión en 1991, también se le encomendó la tarea de investigar los crímenes comunistas en Polonia.
La comisión, establecida por primera vez en 1945, es anterior al Instituto, que fue creado en 1998, aunque el nombre del Instituto fue utilizado por primera vez por la comisión en 1984. La Comisión ha sufrido una serie de cambios de nombre:
- De 1945 a 1949 fue conocida como la Comisión Principal de Investigación de Crímenes Alemanes en Polonia. (Główna Komisja Badania Zbrodni Niemieckich w Polsce).
- De 1949 a 1984 fue conocida como la Comisión Principal de Investigación de Crímenes Hitlerianos en Polonia. (Główna Komisja Badania Zbrodni Hitlerowskich w Polsce).
- En el período de 1984 a 1991 fue conocido como la Comisión Principal para la Investigación de Crímenes Hitlerianos en Polonia - Instituto de Recuerdo Nacional(Główna Komisja Badania Zbrodni Hitlerowskich w Polsce – Instytut Pamięci Narodowej).
- En el período de 1991 a 1999 fue conocido como la Comisión Principal de Investigación de Crímenes contra la Nación Polaca - Instituto de Memoria Nacional (Główna Komisja Badania Zbrodni przeciwko Narodowi Polskiemu – Instytut Pamięci Narodowej).

En 1999, la comisión se fusionó con el Instituto de la Memoria Nacional, convirtiéndose en la principal unidad organizativa de su departamento de investigación. y su nombre se convirtió en la Comisión Principal para el enjuiciamiento de los delitos contra la nación polaca.
También hay diferencias en las traducciones no oficiales del nombre de la comisión en varias fuentes, con la palabra "Principal" usada en lugar de "Jefe", Examen en lugar de Investigación, Nazi en lugar de Hitlerita y Atrocidades en lugar de Crímenes; ej. "Comisión Principal de Investigación de los Crímenes contra la Nación Polaca".

## Actividades
Tras su creación, se le asignó lo siguiente:
- investigar los crímenes cometidos por la Alemania nazi en los años 1939-1945 en territorios polacos en general y contra ciudadanos polacos en otros territorios ocupados por la Alemania nazi y en la propia Alemania
- recopilar y archivar materiales sobre dichos delitos
- analizar dichos materiales y publicar análisis sobre este tema.[1] Este último aspecto de su misión se ha calificado de educativo.[11]

El código penal polaco también declaró que las investigaciones de la comisión tienen el mismo estatus que los procedimientos judiciales.
La comisión ha contribuido decisivamente a proporcionar pruebas para los juicios penales de guerra llevados a cabo en Polonia por el Tribunal Nacional Supremo (1945-1948), incluidos los juicios de Albert Forster, Rudolf Höss y Amon Göth. Para 1950, la Comisión había logrado que aproximadamente 2.000 criminales de guerra alemanes fueran extraditados a Polonia. Sus materiales se utilizaron en ensayos posteriores de Ludwig Hahn, Erich Koch y, Entre otros. En 1968, sus expertos y materiales se utilizaron para ayudar a las Naciones Unidas en la redacción de la "Convención sobre la no aplicabilidad de las limitaciones legales a los crímenes de guerra y crímenes de lesa humanidad". También ha engendrado la colección más completa de materiales sobre las atrocidades de la Segunda Guerra Mundial en Polonia que existe. En 1989, casi 20.000 alemanes fueron condenados en Polonia por crímenes de guerra.
A partir de 1946, la Comisión ha publicado una revista académica que describe sus actividades y hallazgos. The journal has changed its name several times; since 1995 it is published as pl.